# Prioziórnoie (Krasnodar)
|  | Per a altres significats, vegeu «Prioziórnoie». |

Prioziórnoie - Приозёрное (rus) - és un poble, del krai de Krasnodar, a Rússia. Es troba a la vora esquerra del riu Kuban, a 5 km al nord de Gulkévitxi i a 141 km a l'est de Krasnodar, la capital.
Pertany al municipi de Guirei.